# Franziska Kinsky von Wchinitz und Tettau

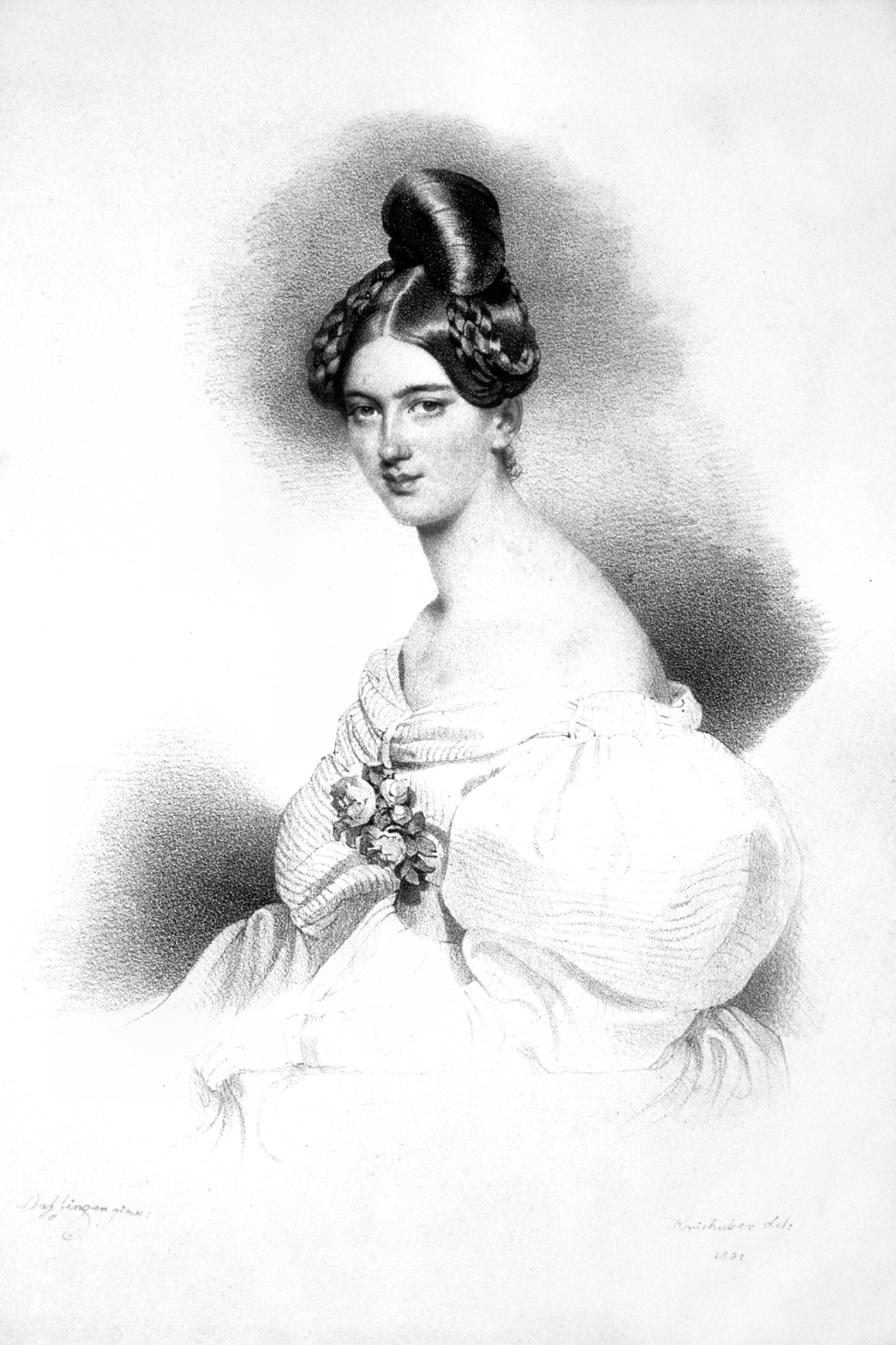
Franziska Kinsky von Wchinitz und Tettau

Franziska Kinsky von Wchinitz und Tettau (Wenen 8 augustus 1813 - aldaar, 5 februari 1881) was van 1836 tot 1858 vorstin van Liechtenstein door haar huwelijk met vorst Alois II.
Van 10 februari 1859 tot 9 november 1860 was zij regentes van Liechtenstein namens haar zoon.

## Biografie
Franziska werd geboren in Wenen als dochter van graaf Franz Kinsky von Wchinitz und Tettau en diens vrouw gravin Therese von Wrbna und Freudenthal. Op 8 augustus 1831 trouwde zij in Wenen met de latere Liechtensteinse vorst Alois II.
Uit hun huwelijk werden elf kinderen geboren. De beide zoons werden vorst van Liechtenstein en stierven kinderloos.
- prinses Marie;
- prinses Caroline;
- prinses Sophie;
- prinses Aloysia;
- prinses Ida;
- vorst Johannes II;
- prinses Francisca;
- prinses Henriëtte;
- prinses Anna;
- prinses Theresia;
- vorst Frans I.